# Toxicodendron
Toxicodendron és un gènere d'arbres llenyosos, arbusts i plantes enfiladisses en les anacardiàcies. Tots els membres del gènere produeixen l'oli irritante de pell urushiol, arribant a causar severes reaccions al·lèrgiques; d'allí que el nom científic signifiqui "arbre verinós".
Els membres d'aquest gènere de vegades s'inclouen en el gènere Rhus.
Té fulles compostes pinnades, alternades i fruits drupes blanques o grisàcies. El més conegut membre és Toxicodendron radicans o Rhus toxicodendron (hedera verinós), molt ubic en l'est de Nord-amèrica.
Les plantes són molt variables en fenotip. Les fulles poden ser suaus, serrades o lobulades, i els tres tipus de vores de fulla poden estar presents en el mateix peu. Les plantes creixen com una enredadera trepadora, arbusts, o, en el cas de l'arbre Lacquer i Verí Sumac, com arbres. Mentre les fulles de l'ivori verinosos i de l'avena verinosa usualmente tenen tres folíols, de vegades són cinc o, ocasionalment, set. Les fulles del Verí Sumac tenen de 7 a 13 folíolos, i l'Arbre Lacquer, 7 a 19.

## Espècies deToxicodendron
- Avena verinosa de l'oest Toxicodendron diversilobum o Rhus diversiloba, es troba sol en la costa del Pacífic de Nord-amèrica, des del sud del Canadà a la Baixa Califòrnia. És extremadament comú en aquestes regions, predominant aquesta sp. del gènere. Extremadament variable, creix com un dens arbust en camp obert assolejat, o com enredadera trepadora en àrees ombrívoles. Com l'hedera verinosa, es reprodueix per rizomes i/o per llavors. Les fulles estan dividides en tres folíols, de 3,5 a 10 cm de long., amb vores tallades, llisos, o lobulats. Els californians aprenen a reconèixer-la amb el ritme "fulles de tres, ull si la veus". Les fulles poden sere vermelles, grogues, verdes, o combinacions d'aquests colors, depenent de diversos factors, tals com la temporada de l'any.
- Toxicodendron orientale o Rhus orientale, és molt similar a l'hedera verinosa americana, i es presenta en l'est d'Àsia (tan similar que alguns texts la tracten com si fos una varietat de l'americana).
- Arbre Lacquer o arbre llaqueat xinès Toxicodendron potaninii o Rhus potaninii, de la Xina central, similar a T. vernicifluum però amb usualment menys folíols per fulla. Creixen a més de 20 m d'altura, com T. vernicifluum la hi usa per a produir laca. Les fulles tenen 7 a 9 folíols.
- Toxicodendron radicans o Rhus radicans, és extremadament comuna en algunes àrees de Nord-amèrica. A EUA creix en tots els estats excepte Alaska, Hawaii, Califòrnia i Nebraska, però és molt menys comú que l'avena verinosa en l'oest de Nord-amèrica. També creix a Amèrica Central. Aparenta una enredadera trepadora o un arbust, es reprodueix tant per arrels com per llavors. L'aparença vària. Les fulles, arreglades en un patró alternat, usualmente en grups de tres, són de 2 a 5 cm de long., punteades, i de vores llises, dentats, o lobulats, però mai serrats. Les fulles poden ser brillants o matis, i el color varia amb l'estació. Les enredaderes creixen menys enroscades que erectes, i poden mesurar de 8 a 10 m d'altura. De vegades, la planta embòlica enterament l'estructura de suporti, i les enredaderes s'estenen més enllà, donant l'aparença de ser un "arbre".